# Brzeće
Brzeće (izvirno srbsko Брзеће) je naselje v Srbiji, ki upravno spada pod Občino Brus; slednja pa je del Rasinskega upravnega okraja.

## Demografija
V naselju živi 199 polnoletnih prebivalcev, pri čemer je njihova povprečna starost 37,8 let (38,1 pri moških in 37,6 pri ženskah). Naselje ima 81 gospodinjstev, pri čemer je povprečno število članov na gospodinjstvo 3,19.
To naselje je, glede na rezultate popisa iz leta 2002, večinoma srbsko.
|  |

| Demografija | Demografija     | Demografija     |
| Leto        | Št. prebivalcev | Št. prebivalcev |
| ----------- | --------------- | --------------- |
|             |                 |                 |
|             |                 |                 |
|             |                 |                 |
|             |                 |                 |
| 1948        | 267             |                 |
| 1953        | 331             |                 |
| 1961        | 372             |                 |
| 1971        | 297             |                 |
| 1981        | 272             |                 |
| 1991        | 251             | 246             |
| 2002        | 267             | 258             |
|             |                 |                 |

| Etnična sestava po popisu iz leta 2002 | Etnična sestava po popisu iz leta 2002 | Etnična sestava po popisu iz leta 2002 | Etnična sestava po popisu iz leta 2002 | Etnična sestava po popisu iz leta 2002 |
| -------------------------------------- | -------------------------------------- | -------------------------------------- | -------------------------------------- | -------------------------------------- |
| Srbi                                   | Srbi                                   |                                        | 252                                    | 97,67%                                 |
| Neznano                                | Neznano                                |                                        | 6                                      | 2,32%                                  |